# Поотсманн, Юри
Ю́ри По́отсманн (эст. Jüri Pootsmann; 1 июня 1994, д. Райккюла, Эстония) — эстонский певец, победитель шестого сезона музыкального реалити-шоу «Eesti otsib superstaari», представлявший Эстонию на конкурсе песни Евровидение-2016 с песней «Play». Его альбомы и песни выпускает лейбл Universal Music Baltics.

## Музыкальная карьера
Юри пел в школьном хоре, но при этом никогда не выступал сольно. Его голос был настолько высоким, что ему пришлось петь в хоре девочек. Свои настоящие вокальные данные он раскрыл во время обучения в Дании.

### Eesti otsib superstaari
В феврале 2015 года Поотсманн принял участие в эстонском реалити-шоу «Eesti otsib superstaari» (национальная версия международного шоу «Pop Idol») на «TV3» и одержал победу. 31 мая 2015 года вышел его дебютный сингл «Torm», занявший 7-е место в «Estonian Airplay Chart» (по версии радиостанции «Raadio Uuno»). 15 ноября того же года Юри издал сингл «Aga Siis», который занял 1-е место. 20 ноября 2015 года вышел его EP-диск.

### Евровидение-2016
В марте 2016 года состоялся национальный отбор конкурса «Eest Laul 2016» на Евровидение в Стокгольме. 20 февраля 2016 года Юри исполнил песню «Play» во втором полуфинале на концерте в студии Эстонского телевидения и вышел в финал, а 5 марта одержал победу, выступив на концерте в «Саку Суурхалл» в финале и победив в суперфинале. В первом полуфинале Евровидения, однако, Поотсманн занял последнее, 18-е место: это оказался худший результат Эстонии на Евровидении. Сам Юри не придал поражению большого значения.

### Вне конкурсов
11 марта 2016 года вышел сингл «I Remember U» исполнителя Cartoon, записанного с Поотсманном. Сингл занял 1-е место в эстонских радиочартах.

## Личная жизнь

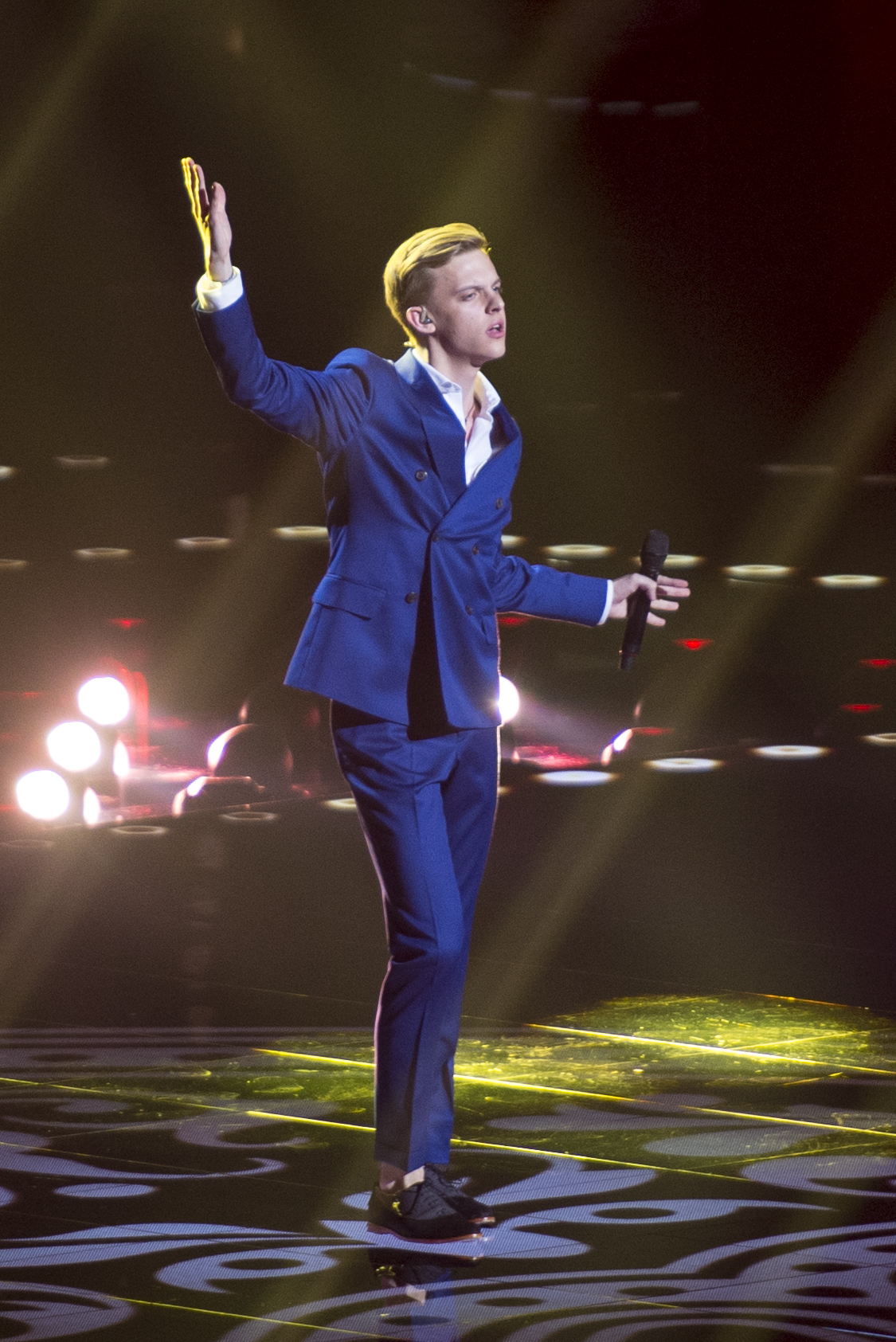
Юри Поотсманн на первой репетиции Евровидения-2016

Юри владеет свободно датским языком, который изучил во время учёбы в Дании, английским, немного говорит по-русски. Любит в свободное время гулять в лесу.
После Евровидения-2016 Юри стал героем интернет-мемов благодаря своему сценическому образу, подготовленному к выступлению: фанаты сравнивали Поотсманна с Джеймсом Бондом.